# 2000 ve filmu

## Filmy roku 2000

### České filmy
| Originální název                                                    | Režisér                                   |
| ------------------------------------------------------------------- | ----------------------------------------- |
| Anděl Exit                                                          | Vladimír Michálek                         |
| Bitva o život                                                       | Miroslav Janek, Vít Janeček, Roman Vávra  |
| Bohemia Docta aneb Labyrint světa a lusthauz srdce (Božská komedie) | Karel Vachek                              |
| Cesta z města                                                       | Tomáš Vorel                               |
| Člověk v zoo                                                        | Ralph Ziman                               |
| Ene bene                                                            | Alice Nellis                              |
| Hurá na medvěda                                                     | Dana Vávrová                              |
| Krajinka                                                            | Martin Šulík                              |
| Král sokolů                                                         | Václav Vorlíček                           |
| Kytice                                                              | František A. Brabec                       |
| Musíme si pomáhat                                                   | Jan Hřebejk                               |
| Nonstop                                                             | Jan Gogola ml.                            |
| Oběti a vrazi                                                       | Andrea Sedláčková                         |
| Otesánek                                                            | Jan Švankmajer                            |
| Princezna ze mlejna 2                                               | Zdeněk Troška                             |
| Proroci a básníci. Kapitoly z kalendáře                             | Ivan Vojnár                               |
| Samotáři                                                            | David Ondříček                            |
| Začátek světa                                                       | Vladimír Drha, Dan Svátek, Pavel Melounek |
| Zpráva o putování studentů Petra a Jakuba                           | Drahomíra Vihanová                        |

### Italské filmy
| Originální název                       | Překlad                          | Režisér                                            |
| -------------------------------------- | -------------------------------- | -------------------------------------------------- |
| 20-Venti                               | Dvacet                           | Marco Pozzi                                        |
| 500 !                                  | 500 !                            | Giovanni Robbiano Lorenzo Vignolo Matteo Zingirian |
| Almost Blue                            | ---                              | Alex Infascelli                                    |
| Animali Che Attraversano la Strada     | Zvířátka na nechráněném přechodu | Isabella Sandri                                    |
| Blek Giek                              | ---                              | Enrico Caria                                       |
| Canone Inverso                         | ---                              | Ricky Tognazzi                                     |
| Controvento                            | ---                              | Peter Del Monte                                    |
| Cuore Scatenato                        | ---                              | Gianluca Sodaro                                    |
| Denti                                  | ---                              | Gabriele Salvatores                                |
| Estate Romana                          | ---                              | Matteo Garrone                                     |
| Fuori di Me                            | ---                              | Gianni Zanasi                                      |
| Garage Olimpo                          | ---                              | Marco Bechis                                       |
| Golem                                  | ---                              | Louis Nero                                         |
| Gostanza da Libbiano                   | ---                              | Paolo Benvenuti                                    |
| Guarda il Cielo: Stella, Sonia, Silvia | ---                              | Piergiorgio Gay                                    |
| I Cento Passi                          | ---                              | Marco Tullio Giordana                              |
| I Nostri Anni                          | ---                              | Daniele Gaglianone                                 |
| Il Cielo Cade                          | Nebe padá                        | Antonio Frazzi Andrea Frazzi                       |
| Il Manoscritto del Principe            | ---                              | Roberto Andò                                       |
| Il Mestiere delle Armi                 | ---                              | Ermanno Olmi                                       |
| Il Mnemonista                          | ---                              | Paolo Rosa                                         |
| Il Partigiano Johnny                   | ---                              | Guido Chiesa                                       |
| Io Amo Andrea                          | ---                              | Francesco Nuti                                     |
| L'Educazione di Giulio                 | ---                              | Claudio Bondi                                      |
| L'Ultima Lezione                       | ---                              | Fabio Rosi                                         |
| La Capagira                            | ---                              | Alessandro Piva                                    |
| La Destinazione                        | ---                              | Piero Sanna                                        |
| La Lingua del Santo                    | ---                              | Carlo Mazzacurati                                  |
| La Lingua del Santo                    | ---                              | Carlo Mazzacurati                                  |
| La Regina degli Scacchi                | ---                              | Claudia Florio                                     |
| La Rentrée                             | ---                              | Franco Angeli                                      |
| La Seconda Ombra                       | ---                              | Silvano Agosti                                     |
| Le Fate Ignoranti                      | Falešné vztahy / Nevědomé víly   | Ferzan Ozpetek                                     |
| Liberate i Pesci                       | ---                              | Cristina Comencini                                 |
| Maestrale                              | ---                              | Sandro Cecca                                       |
| Malèna                                 | Malena                           | Giuseppe Tornatore                                 |
| Mari del Sud                           | ---                              | Marcello Cesena                                    |
| Non ho Sonno                           | Vrah přichází v noci             | Dario Argento                                      |
| Occidente                              | ---                              | Corso Salani                                       |
| Pane e Tulipani                        | Chléb a tulipány                 | Silvio Soldini                                     |
| Placido Rizzotto                       | ---                              | Pasquale Scimeca                                   |
| Ponte Milvio                           | ---                              | Roberto Meddi                                      |
| Preferisco il Rumore del Mare          | ---                              | Mimmo Calopresti                                   |
| Prime Luci dell'Alba                   | ---                              | Lucio Gaudino                                      |
| Ribelli per Caso                       | ---                              | Vincenzo Terracciano                               |
| Rosa e Cornelia                        | ---                              | Giorgio Treves                                     |
| Sangue Vivo                            | ---                              | Edoardo Winspeare                                  |
| Scarlet Diva                           | ---                              | Asia Argento                                       |
| Sole negli Occhi                       | ---                              | Andrea Porporati                                   |
| Sono Positivo                          | ---                              | Cristiano Bortone                                  |
| Sud Side Stori                         | ---                              | Roberta Torre                                      |
| Tandem                                 | ---                              | Lucio Pellegrini                                   |
| Texas '46                              | ---                              | Giorgio Serafini                                   |
| Tutto l'Amore che c'è                  | ---                              | Sergio Rubini                                      |
| Un Delitto Impossibile                 | ---                              | Antonello Grimaldi                                 |
| Una Lunga Lunga Lunga Notte d'Amore    | ---                              | Luciano Emmer                                      |
| Vipera                                 | ---                              | Sergio Citti                                       |
| Viva la Scimmia                        | ---                              | Marco Colli                                        |
| Zora La Vampira                        | ---                              | Marco Manetti Antonio Manetti                      |

## Filmová ocenění a festivaly

### Český lev
- Nejlepší film - Musíme si pomáhat
- Nejlepší režie - Jan Hřebejk - Musíme si pomáhat
- Nejlepší scénář - Petr Jarchovský - Musíme si pomáhat
- Nejlepší ženský herecký výkon v hlavní roli - Anna Šišková - Musíme si pomáhat
- Nejlepší mužský herecký výkon v hlavní roli - Boleslav Polívka - Musíme si pomáhat
- Nejlepší ženský herecký výkon ve vedlejší roli - Eva Holubová - Ene bene
- Nejlepší mužský herecký výkon ve vedlejší roli - Jiří Macháček - Samotáři
- Nejlepší kamera - František A. Brabec - Kytice
- Nejlepší hudba - Jan Jirásek - Kytice
- Nejlepší střih - Jiří Brožek - Anděl Exit
- Nejlepší zvuk - Jiří Klenka - Kytice
- Dlouholetý umělecký přínos českému filmu - Věra Chytilová

### Oscar
- Nejlepší film - Gladiátor
- Nejlepší režie - Steven Soderbergh - Traffic
- Nejlepší scénář - Cameron Crowe - Almost Famous
- Nejlepší ženský herecký výkon v hlavní roli - Julia Roberts - Erin Brockovich
- Nejlepší mužský herecký výkon v hlavní roli - Russell Crowe - Gladiátor
- Nejlepší ženský herecký výkon ve vedlejší roli - Marcia Gay Harden - Pollock
- Nejlepší mužský herecký výkon ve vedlejší roli - Benicio Del Toro – Traffic
- Nejlepší zahraniční film – Tygr a Drak
- Nejlepší kamera - Peter Pau – Tygr a Drak
- Nejlepší hudba - Tan Dun - Tygr a Drak
- Nejlepší střih - Stephen Mirrione - Traffic

## Tržby a návštěvnost

### Celosvětově
Následujícím seznam řadí filmy s celosvětovou premiérou v roce 2000 dle jejich tržeb v amerických dolarech. Zahrnuty jsou tržby za celou dobu promítání filmu (tedy i mimo rok 2000).
| Pořadí | Titul                  | Tržby celosvětově | Tržby v ČR |
| ------ | ---------------------- | ----------------- | ---------- |
| 1      | Mission: Impossible II | 546 388 105       | 496 343    |
| 2      | Gladiátor              | 457 640 427       | 818 303    |
| 3      | Trosečník              | 429 632 142       | 559 247    |
| 4      | Po čem ženy touží      | 374 111 707       | 514 195    |
| 5      | Dinosaurus             | 349 822 765       |            |

### Česko
Následující seznam řadí filmy podle návštěvnosti v českých kinech v roce 2000. Tržby a návštěvnost jsou uvedeny pouze za rok 2010.
| Pořadí | Titul                 | Česká premiéra  | Diváků  | Tržby (Kč) |
| ------ | --------------------- | --------------- | ------- | ---------- |
| 1      | Princezna ze mlejna 2 | 3. února 2000   | 480 719 | 23 933 029 |
| 2      | Samotáři              | 13. dubna 2000  | 441 666 | 27 965 846 |
| 3      | Gladiátor             | 18. května 2000 | 378 564 | 27 766 766 |
| 4      | Šestý smysl           | 27. ledna 2000  | 332 393 | 24 503 325 |
| 5      | Musíme si pomáhat     | 16. března 2000 | 243 061 | 14 982 671 |